# La galaxia del terror
Galaxy of Terror es una película de terror estadounidense de 1981 dirigida por Bruce D. Clark.

## Argumento
La nave espacial Rebus se posó en un planeta por una razón desconocida, y desde entonces no parece dar señales de vida. Al escuchar la noticia, el Maestro parece aliviado y decide enviar una nave de rescate cuya tripulación selecciona personalmente. Tras un aterrizaje bastante complicado, la tripulación de la nave de rescate descubre la nave perdida y unos cuantos cadáveres. Pero lo más extraño, una misteriosa estructura en forma de pirámide que emana una energía que inutiliza todo su equipo a bordo y les impide despegar. Y lo que es peor, cuando deciden entrar a explorarla los miembros de la tripulación van muriendo uno tras otro, asesinados por misteriosas criaturas.

## Reparto
| Actor              | Personaje                                               |
| ------------------ | ------------------------------------------------------- |
| Edward Albert      | Cabren, veterano tripulante espacial.                   |
| Erin Moran         | Alluma, la empática del equipo.                         |
| Ray Walston        | Kore, cocinero de la nave.                              |
| Bernard Behrens    | Comandante Ilvar, comandante general de la misión.      |
| Zalman King        | Baelon, líder del equipo de rescate                     |
| Robert Englund     | Ranger, segundo oficial técnico de la nave.             |
| Taaffe O'Connell   | Dameia, primera oficial técnica de la nave.             |
| Sid Haig           | Quuhod, tripulante, lanzador de shurikens.              |
| Grace Zabriskie    | Capitana Trantor, traumatizada por una misión anterior. |
| Jack Blessing      | Cos, tripulante novato y temeroso.                      |
| Mary Ellen O'Neill | Mitri, la anciana intérprete y Oráculo del Maestro      |

## Producción

### James Cameron
Aunque conocido como el "rey del cine de clase B", con Roger Corman comenzaron sus carreras muchas figuras luego destacadas de Hollywood. Así, Galaxy of terror fue una de las primeras películas en contar con el trabajo de James Cameron, quien se desempeñó como diseñador de producción y director de la segunda unidad. Fue la segunda película producida por Corman en la que Cameron formó parte del equipo, siendo la primera Battle Beyond the Stars (1980). Trabajando con un presupuesto ajustado, las innovadoras técnicas cinematográficas de Cameron fueron bien recibidas. En la escena en que el personaje de Dameia, justo antes de su morbosa muerte, se encuentra con unos gusanos a los que incinera, tras comentar su miedo a los gusanos, Cameron encontró la manera de que los animales, que eran reales, se movieran adecuadamente, colocándolos sobre una placa metálica a la que se aplicaba una corriente eléctrica cada vez que comenzaba la filmación, haciendo que se movieran enérgicamente. Según se informa, su capacidad para encontrar soluciones de baja tecnología a tales problemas lo convirtió en el favorito de Corman y, finalmente, le permitió dedicarse a proyectos más ambiciosos. Alien (1979) de Ridley Scott fue una importante inspiración para Galaxy of Terror y Cameron dirigirá más tarde su secuela, Aliens (1986). El supervisor de efectos ópticos Tony Randel, que trabajó con Cameron en Galaxy of Terror, comenta los muchos parecidos de esta y Aliens.

### Taaafe O'Connell y la "escena del gusano"
R. J. Kizer, uno de los editores del film, comenta en los extras del DVD lanzado en 2010  que la versión original del guion de la muerte de Dameia implicaba un topless, al ser atacada por un gusano gigante de tres metros y medio que le desgarra el uniforme mientras la devora. Sin embargo, Roger Corman había prometido a los patrocinadores financieros del film una escena de sexo. Así que reescribió el guion, incluyendo desnudez completa y que el monstruo la viola hasta la muerte, debida a un orgasmo excesivamente intenso.
Después de informar al director Clark y a la actriz O'Connell sobre los cambios y que ambos se resistieran, Corman decidió dirigir la escena él mismo. Contrató a una doble de cuerpo (en el comentario del DVD se sugiere que se trataba de Iya Labunka) para filmar los momentos de desnudez completa, partes que llegaron al corte final, a pesar de que todavía O'Connell está frente a la cámara durante la mayor parte de la secuencia. Cuando la película terminada fue enviada a la MPAA para su revisión, el contenido sexual de la escena se consideró lo suficientemente gráfico para los estándares del momento como para clasificarla X (contenido solo para adultos).
Para evitar la clasificación X, Kizer hizo algunos leves recortes de dos tipos: breves tomas del rostro de O'Connell que expresaban miradas "extáticas" y las que mostraban el movimiento del gusano gigante con Dameia atrapada debajo, que simulaba el coito de una manera "demasiado realista". Ninguno de los cortes duraba más de un segundo y no alteraron en nada la escena. Sin embargo, fueron suficientes para evitar la clasificación. La escena final presente tanto en la versión cinematográfica como en los formatos domésticos todavía contiene segmentos con esas tomas, lo que indica que probablemente solo se acortaron un poco. La censura de varios países todavía encontró esto demasiado explícito y exigieron su estreno con la escena eliminada o prohibieron el estreno de la película en cines. La escena se puede ver, en parte, durante los créditos iniciales de una película posterior producida por Corman, la nueva versión de 1988 de Not of This Earth, dirigida por Jim Wynorski y protagonizada por Traci Lords. La escena no tiene nada que ver con la película, pero es parte de un montaje con escenas de películas anteriores de Corman que se muestran durante los títulos de crédito. El audio aquí fue realizado por otra actriz no acreditada.
La famosa escena se analiza más que cualquier otro aspecto de la película en los comentarios del DVD de 2010. Clark, el director, admite que la inserción de la escena por parte de Corman, a lo que él se opuso rotundamente, es lo que finalmente convirtió a la película en un éxito comercial. Corman en una entrevista dijo que el personaje reescrito de Dameia tiene miedo al sexo además de a los gusanos. O'Connell, en una entrevista en la revista Femmes Fatales, dijo que interpretó que Dameia estaba asustada de su deseo sexual de ser sometida por alguien o algo poderoso, lo que el monstruo fálico le proporciona letalmente. También relata lo desafiante físicamente que fue la escena, y cómo el gusano animatrónico a tamaño real hecho para el rodaje, que pesaba más de una tonelada, casi se derrumbó sobre ella en un momento dado, lo que potencialmente podría haberla matado.

## Recepción y legado
Galaxy of terror tiene críticas generalmente desfavorables, reseñada como una de las numerosas copias que el gran éxito de Alien hizo aparecer a principios de los años 1980, pero también se le atribuye haber influido en cintas posteriores de gran presupuesto, como Aliens (1986), dirigida por James Cameron con una estética sombría y oscura similar aunque con un presupuesto mucho mayor. Otra famosa película de ciencia ficción y terror que parece haber tomado directamente de la trama de Galaxy of terror a la tripulación espacial enfrentada a la materialización de sus propios miedos interiores es Event Horizon (1997).
Además de Cameron, la película también es conocida por iniciar indirectamente la carrera actoral de Bill Paxton. Por entonces, Paxton no era actor, sino que trabajaba como decorador de escena, pero su relación laboral con Cameron lo animó a ingresar en el campo de la actuación. Robert Skotak tuvo su primer trabajo como artista de efectos visuales, e Iya Labunka, más tarde productora de cine y esposa de Wes Craven, trabajó como diseñadora de prótesis.